# 영등포 집장촌
영등포 집창촌은 서울시 영등포구에 있는 집창촌이다.